# Léopold Novoa
Pour les articles homonymes, voir Novoa.
Leopold Novoa,né à Pontevedra (Espagne) le 17 décembre 1919 et mort à Bry-sur-Marne le 23 février 2012, est un peintre et sculpteur espagnol. 

## Biographie
Fils d'un diplomate, à sept ans il effectue son premier voyage en Amérique où il commence à dessiner, à peindre et à modeler. 
Il retourne en Galice en 1929 et en 1938 sa famille se rend en Amérique, pour résider en Uruguay jusqu'à 1947, puis à Buenos Aires.
En 1961, il arrive à Paris. 
Peintre de la matière, du relief, des crevasses et des déchirements, des tensions et des expansions, Novoa se meut dans un monde minéral et de terre où mystère et rêverie naissent sous les jeux impalpables de la lumière. Une présence est là, cachée, inconnue, indiscernable, mais bien réelle.
Depuis 1953 plus de cent expositions personnelles, souvent dans des lieux prestigieux, l'ont fait connaître dans une bonne partie du monde (Uruguay, Argentine, États-Unis, Irlande, Espagne, Belgique, Afrique du Sud, Italie, Allemagne, France, Hollande, Pérou, Colombie, Équateur). Il a aussi réalisé des œuvres originales pour des poètes et écrivains, notamment pour Daniel Lacotte.
Ses œuvres sont présentes dans une trentaine de musées et grandes fondations, en particulier au Musée d'art moderne de Montevideo, à ceux de La Chaux-de-Fonds, de New-York, de Dublin, Mexico, Caracas, Ostende, Vigo, Buenos Aires, Lund, La Corogne, Santander, Fonds national d'art contemporain et Bibliothèque nationale à Paris.
Novoa a réalisé une dizaine d'œuvres monumentales dont un mural de 600 m2 pour le Stade Cero à Montevideo, une importante sculpture pour le Parc olympique de Séoul et "La Canterra", un mural de 2 000 m2 à La Corogne, en Espagne.